# フィリップ・ラーキン
フィリップ・ラーキン（Philip Arthur Larkin, CH CBE FRSL, 1922年8月9日 - 1985年12月2日) は、イギリスの詩人。
コヴェントリー生まれ。オックスフォード大学に学ぶ。卒業後、図書館司書となり、1955年からハル大学に勤務する。そのかたわら、トマス・ハーディなどの影響を受けて、『騙されることの少ない人』『高窓』などの詩集を刊行し、英国的詩人としての名声を確立する。社会的名声を求めず、生涯独身でひっそりと生涯を終えた。桂冠詩人になるという噂もあったが、1984年にジョン・ベッチェマンの死の際にそれを断り、「幻の桂冠詩人」と呼ばれた。保守党を支持していた。
没後『書簡集』が刊行されると、陽気な能吏で、愛人が何人かいたことが分かり、偶像破壊が行われた。アンドリュー・モーションの『フィリップ・ラーキン伝』がある（日本語訳未刊）。

## 作品
詳細は「フィリップ・ラーキンの詩のリスト」を参照
- 『The North Ship』The Fortune Press、1945年。ISBN 978-0-571-10503-8。
- XX Poems. Privately Printed. (1951)
- 『The Less Deceived』The Marvell Press、1955年。ISBN 978-0-900533-06-8。
  - "Church Going"
  - "Toads"
  - "Maiden Name"
  - "Born Yesterday" (written for the birth of Sally Amis)
  - "Lines on a Young Lady's Photograph Album"
- 『The Whitsun Weddings』Faber and Faber、1964年。ISBN 978-0-571-09710-4。
  - "The Whitsun Weddings"
  - "An Arundel Tomb"
  - "A Study of Reading Habits"
  - "Home is So Sad"
  - "Mr Bleaney"
- 『High Windows』Faber and Faber、1974年。ISBN 978-0-571-11451-1。
  - "This Be The Verse"
  - "Annus Mirabilis"
  - "The Explosion"
  - "The Building"
  - "High Windows"
- Thwaite, Anthony 編『Collected Poems – 1988 edition (Philip Larkin)|Collected Poems』Faber and Faber、1988年。ISBN 0-571-15386-0。
  - "Aubade" (first published 1977)
  - "Party Politics" (last published poem)
  - "The Dance" (unfinished & unpublished)
  - "Love Again" (unpublished)
- Thwaite, Anthony 編『Collected Poems – 2003 edition (Philip Larkin)|Collected Poems』Faber and Faber、2003年。ISBN 978-0-571-21654-3。
  - The North Ship
  - The Less Deceived
  - The Whitsun Weddings
  - High Windows
  - Two appendices of all other published poems, including XX Poems
- Burnett, Archie, ed. (2012), The Complete Poems,  Faber and Faber, ISBN 978-0-571-24006-7

### Fiction
- 『Jill』The Fortune Press、1946年。ISBN 978-0-571-22582-8。
- 『A Girl in Winter』Faber and Faber、1947年。ISBN 978-0-571-22581-1。
- James Booth 編『Trouble at Willow Gables" and Other Fiction 1943–1953』Faber and Faber、2002年。ISBN 0-571-20347-7。

## 関連書籍
- 桜井正一郎『イギリスに捧げた歌 フィリップ・ラーキンを読む』臨川書店 1995年
- 高野正夫『フィリップ・ラーキンの世界 「言葉よりも」愛を』国文社 2008年
- 高野正夫『フィリップ・ラーキン 愛と詩の生涯』春風社 2016年